# اچ‌ام‌اس ویوید (پی۷۷)
اچ‌ام‌اس ویوید (پی۷۷) (به انگلیسی: HMS Vivid (P77)) یک زیردریایی بود که طول آن ۱۹۵ فوت ۶ اینچ (۵۹٫۵۹ متر) بود. این زیردریایی در سال ۱۹۴۲ ساخته شد.